# Праздники Башкортостана
Праздники Башкортостана (баш. Башҡортостан байрамдары) — официально установленные в Башкортостане нерабочие праздничные дни, национальные праздники и памятные даты. Все официальные праздники устанавливаются законами Республики Башкортостан.
Закон Башкортостана «О праздничных и памятных днях, профессиональных праздниках и иных знаменательных датах в Республике Башкортостан» был принят 27 февраля 1992 года Верховным Советом республики.

## Нерабочие праздничные дни
| Дата       | Название        | Примечание |
| ---------- | --------------- | --- |
| 11 октября | День Республики | Отмечается в день принятия Декларации о государственном суверенитете Башкортостана. |
|            | Ураза-байрам    | Дата проведения праздника Ураза-байрам в соответствии с лунным календарём ежегодно объявляются Правительством Республики Башкортостан не позднее чем за три месяца до их наступления.  |
|            | Курбан-байрам   | Дата проведения праздника Курбан-байрам в соответствии с лунным календарём ежегодно объявляются Правительством Республики Башкортостан не позднее чем за три месяца до их наступления. |

## Памятные дни
| Дата       | Название | Примечание |
| ---------- | --- | --- |
| 25 февраля | День Государственного флага Республики Башкортостан | Отмечается с 2002 года, в день принятия Верховным Советом республики нового флага в 1992 году. |
| 20 марта   | День подписания Соглашения Российского Рабоче-Крестьянского правительства с Башкирским правительством о Советской Автономии Башкирии | Отмечается в день подписания в 1919 году Соглашения между Советской властью и Башкирским Правительством о Советской Автономной Башкирии. Со стороны Советской России его подписали Председатель СНК В. И. Ленин, и. о. председателя ВЦИК М. Ф. Владимирский, народный комиссар по делам национальностей И. В. Сталин, секретарь ВЦИК А. С. Енукидзе, а со стороны башкирской делегации — Председатель Башкирского Правительства М. А. Кулаев, адъютант Башкирского войска А. И. Бикбавов, член Башкирского Правительства М. Д. Халиков. |
| 31 марта   | День подписания Федеративного договора и Приложения к Федеративному договору от Республики Башкортостан. | Отмечается в день подписания Федеративного договора в 1992 году. |
| 3 августа  | День подписания Договора Российской Федерации и Республики Башкортостан о разграничении предметов ведения и взаимном делегировании полномочий между органами государственной власти Российской Федерации и органами государственной власти Республики Башкортостан. | Отмечается в день подписания Договора между Российской Федерацией и Республикой Башкортостан в 1994 году. |
| 29 ноября  | День образования территориально-национальной автономии Башкортостана как федеративной части Российского государства. | Национально-территориальная автономия Башкурдистан была провозглашена 15 ноября 1917 года (по старому стилю) Башкирским областным Шуро и утверждена на III Всебашкирском Учредительном курултае. |
| 24 декабря | День Конституции Башкортостана | Отмечается в день принятия Конституции Башкортостана Верховным Советом республики в 1993 году. |

## Другие праздники
Народный (национальный) праздник Сабантуй в Башкортостане обладает официальным статусом. Праздник отмечается по случаю окончания весенне-полевых работ во всех муниципальных районах республики. Дата проведения сабантуя ежегодно устанавливается указом главы Башкортостана.
Республиканский фольклорный праздник Салауат йыйыны ежегодно проходит в разных городах и районах Башкортостана.
На уровне муниципалитетов отмечаются традиционный татаро-башкирский праздник Каргатуй, день рождения Салавата Юлаева (обычно совмещаемый с Днем России и Днем города Уфы), общий праздник тюркских и иранских народов день весеннего равноденствия Науруз, восточнославянский традиционный праздник Масленица, Пасха.